# Дерманська Перша сільська рада
Де́рманська Пе́рша сільська́ ра́да — колишній орган місцевого самоврядування у Здолбунівському районі Рівненської області. Адміністративний центр — село Дермань Перша.

## Загальні відомості
- Дерманська Перша сільська рада утворена в січні 1940 року.
- Територія ради: 21,51 км²
- Населення ради: 940 осіб (станом на 2001 рік)
- Територією ради протікає річка Устя.

## Населені пункти
Сільській раді були підпорядковані населені пункти:
- с. Дермань Перша

## Склад ради
Рада складалася з 14 депутатів та голови.
- Голова ради: Андрощук Любов Петрівна
- Секретар ради: Лис Надія Миколаївна

### Керівний склад попередніх скликань
| Прізвище, ім'я, по батькові | Основні відомості                                                 | Дата обрання | Дата звільнення |
| --------------------------- | ----------------------------------------------------------------- | ------------ | --------------- |
| Андрощук Любов Петрівна     | Сільський голова, 1973 року народження, освіта вища, позапартійна | 26.03.2006   | 31.10.2010      |
| Андрощук Любов Петрівна     | Сільський голова, 1973 року народження, освіта вища, позапартійна | 31.10.2010   |                 |

Примітка: таблиця складена за даними сайту Верховної Ради України

## Населення
За переписом населення України 2001 року в сільській раді мешкало 905 осіб.

### Мова
Розподіл населення за рідною мовою за даними перепису 2001 року:
| Мова       | Відсоток |
| ---------- | -------- |
| українська | 99,26 %  |
| російська  | 0,74 %   |